# Ludność Świętochłowic
Ludność Świętochłowic na przestrzeni lat kształtowała się następująco:

## Prusy
- 1783[1] - 292[2]
- 1867[1] - 9 115[3]
- 1871[1] - 12 231[4]
- 1875[1] - 14 820
- 1890[1] - 24 500
- 1900[1] - 37 952
- 1910[1] - 41 362

## II RP
- 1918[1] - 45 974
- 1922[1] - 56 169[5]
- 1931[1] - 59 642[6]
- 1933[1] - 60 717
- 1939[1] - 56 626

## PRL
- 1950 - 56 663 (spis powszechny)
- 1955 - 56 325
- 1960 - 57 422 (spis powszechny)
- 1961 - 58 000
- 1962 - 58 200
- 1963 - 58 200
- 1964 - 58 500
- 1965 - 58 083
- 1966 - 58 200
- 1967 - 57 700
- 1968 - 57 600
- 1969 - 57 600
- 1970 - 57 842 (spis powszechny)
- 1971 - 57 215
- 1972 - 57 200
- 1973 - 58 000
- 1974 - 58 365
- 1975 - 58 392
- 1976 - 57 800
- 1977 - 57 600
- 1978 - 56 100 (spis powszechny)
- 1979 - 57 700
- 1980 - 58 651
- 1981 - 59 930
- 1982 - 60 071
- 1983 - 60 483
- 1984 - 60 973
- 1985 - 60 736
- 1986 - 60 621
- 1987 - 60 915
- 1988 - 60 141 (spis powszechny)
- 1989 - 60 247

## III RP
- 1990 - 60 504
- 1991 - 60 594
- 1992 - 60 234
- 1993 - 60 155
- 1994 - 59 710
- 1995 - 59 600
- 1996 - 59 458
- 1997 - 59 304
- 1998 - 59 249
- 1999 - 57 174
- 2000 - 56 852
- 2001 - 56 436
- 2002 - 56 258 (spis powszechny)
- 2003 - 56 023
- 2004 - 55 660
- 2005 - 55 327
- 2006 - 54 938
- 2007 - 54 525
- 2008 - 54 360
- 2009 - 54 091
- 2010 - 53 304
- 2011 - 52 813 (spis powszechny)
- 2012 - 52 372
- 2013 - 51 824
- 2014 - 51 494
- 2015 - 50 970
- 2016 - 50 644
- 2017 - 50 385

## Powierzchnia Świętochłowic
- 1995 - 13,22 km²
- 2006 - 13,31 km²